# Travisia pupa
Travisia pupa är en ringmaskart som beskrevs av John Percy Moore 1906. Travisia pupa ingår i släktet Travisia och familjen Opheliidae. Inga underarter finns listade i Catalogue of Life.